# Nivea
NIVEA è un'azienda tedesca di cosmetici facente parte del gruppo Beiersdorf AG (a cui appartengono, nel campo della cosmesi, anche i marchi Eucerin e La Prairie). Presente sui mercati a livello globale, costituisce uno dei più diffusi marchi al mondo nel campo della cosmesi.
I prodotti Nivea sono commercializzati principalmente nella grande distribuzione organizzata, ma anche attraverso il canale profumeria e, limitatamente ad alcune referenze, il canale farmacia.
A imitazione delle grandi case cosmetiche parigine, oggi anche Nivea gestisce un proprio istituto di bellezza, la Nivea Haus, con sede nel centro di Amburgo.

## Storia

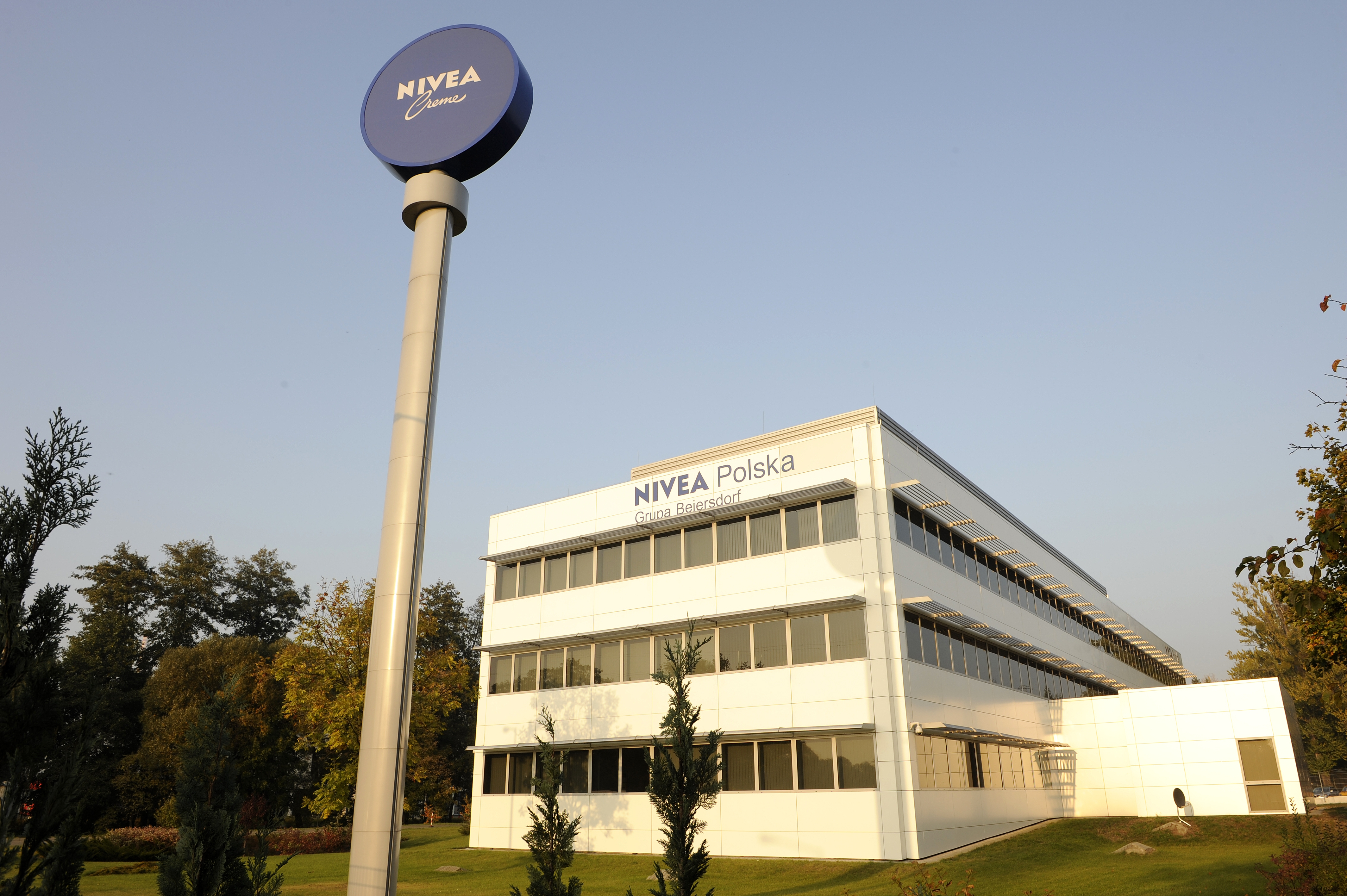
Sede della Nivea in Polonia

Le origini del marchio Nivea risalgono al 1911, quando Beiersdorf, guidata dall'imprenditore Oskar Troplowitz, creò la prima emulsione stabile di tipo acqua in olio: questa preparazione, cui fu dato il nome di "Eucerit" (cera di bellezza), fu utilizzata per creare una crema di bellezza che, al contrario delle altre preparazioni disponibili all'epoca, poteva conservarsi per lunghi periodi. Alla crema fu dato, in virtù del suo colore candido, il nome di "Nivea". Infatti nivea (femminile di niveus, derivato di nix, nivis, "neve"), in latino come in italiano, può assumere il significato di "bianco come la neve". L'Eucerit costituisce ancora oggi la base della classica Nivea Creme contenuta nel barattolo di latta blu.
Il marchio Nivea viene presto utilizzato per una gamma sempre più articolata di prodotti mentre al contempo inizia l'espansione sui mercati internazionali.
Dopo la seconda guerra mondiale, tuttavia, il marchio tedesco viene confiscato in molti paesi e prodotti a marchio Nivea vengono fabbricati in ciascuna nazione da aziende locali: Beiersdorf inizia così un lungo processo di riacquisizione dei diritti sul marchio, processo che terminerà solo nel 1997.
A partire dai primi anni 1990 la gamma di prodotti Nivea si è sempre più diversificata, andando così a coprire, oltre alla cura del viso, vari settori della cosmesi, come la cura e l'acconciatura dei capelli, la detergenza e i prodotti specifici maschili.

## Centenario
Tra la fine di aprile e il mese di maggio 2011 la Nivea ha festeggiato i 100 anni dalla fondazione. Per tale evento è stata diffusa una campagna pubblicitaria europea, nel cui spot è stato inserito come sottofondo il singolo California King Bed della cantante barbadiana Rihanna. Nello stesso periodo la Nivea ha organizzato degli eventi privati nelle capitali europee della moda e, come madrina-testimonial, è stata scelta appunto Rihanna che si è esibita a Milano, Parigi (il 6 maggio) e Amburgo; nelle prime due città ha eseguito solo il pezzo promozionale, mentre nell'ultima si è esibita in un vero e proprio mini-concerto con i suoi maggiori successi, specialmente dall'album Loud, tra cui Only Girl (in the World), California King Bed, per poi cantare Disturbia. Ad Amburgo la cantante è apparsa in una barca di lusso nel porto della città. A Milano, invece, lo spettacolo si è svolto nella sede di D&G, nell'ex cinema Metropol.